# Moskiewska Akademia Duchowna
Moskiewska Prawosławna Akademia Duchowna i Seminarium, w skrócie Moskiewska Akademia Duchowna (ros. Московская духовная академия) – niepubliczna uczelnia należąca do Rosyjskiej Cerkwi Prawosławnej mieszcząca się na terenie Ławry Troicko-Siergijewskiej.
Jest kontynuatorką tradycji powstałej w 1687 Akademii słowiano-greko-łacińskiej. W 1814, po reorganizacji, przeniesiona z Moskwy do Siergijew Posadu do Ławry Troicko-Siergijewskiej. Zamknięta w 1919 a reaktywowana w 1946 roku.
W strukturze Akademii także Seminarium moskiewskie, Szkoła dyrygentów chórów cerkiewnych i Szkoła pisania ikon.
Rektorem Akademii od 30 sierpnia 2019 roku jest biskup zwienigorodzki Pitirim (Tworogow).